# Nama depressum
Nama depressum är en strävbladig växtart som beskrevs av John Gill Lemmon och Asa Gray. Nama depressum ingår i släktet Nama och familjen strävbladiga växter. Inga underarter finns listade i Catalogue of Life.